# 切爾諾澤梅利斯基區

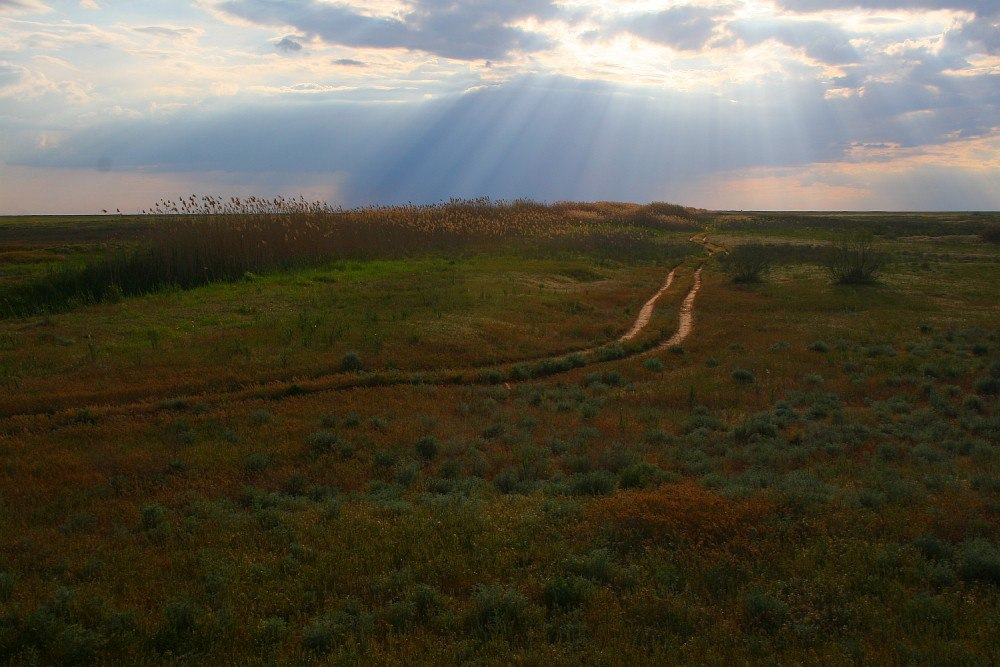

45°20′N 46°02′E / 45.333°N 46.033°E
切爾諾澤梅利斯基區（俄语：Черноземельский район），是俄羅斯的一個區，位於該國西南部，由卡爾梅克共和國負責管轄，始建於1951年，面積14,192平方公里，2010年人口13,258，人口密度每平方公里0.93人。